# Origins (album)
Origins – szósty album post-rockowego zespołu God Is an Astronaut z Irlandii. Został wydany 16 września 2013 roku.

## Lista Utworów
1. The Last March – 4:44
2. Calistoga - 4:30
3. Reverse World - 5:10
4. Transmissions 4:03
5. Weightless - 4:12
6. Exit Dream - 3:31
7. Signal Rays - 4:07
8. Autumn Song - 3:47
9. Spiral Code - 4:13
10. Strange Steps - 4:55
11. Red Moon Lagoon - 4:45
12. Light Years from Home - 5:08